# Страупе

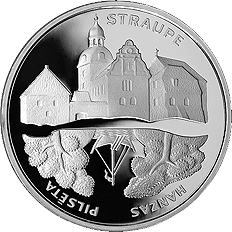
Ганзейский город Страупе на юбилейной 1-латовой монете

Стра́упе (латыш. Straupe); ранее Ли́елстраупе (Lielstraupe), Рооп (нем. Roop) и Гросс-Рооп (Groß-Roop) — крупное село в Цесисском крае, Страупской волости Латвии. Расположен на берегах реки Брасла у автодороги A3, в 2,5 км от волостного центра — села Плацис, в 24 км от Цесиса и в 70 км от Риги. С 1356 года до XVII века у Страупе были права города, который в своё время входил в Ганзейский союз.
В Страупе находятся: основная школа (в Мазстраупском дворце), народный дом, библиотека, почта, аптека. Главная достопримечательность села — Лиелстраупский замок.

## Происхождение названия
Вероятно, название Страупе происходит от ливского слова raupa, что означает «текущая вода».

## История
В Ливонской хронике Генриха Латвийского 1227 года Страупе назван центром Идумеи (лив. Vidumaa) — исторической области ливов и латгалов. Возможно, от слова Vidumaa произошло название Видземе.
В 1206 году в край пришли крестоносцы с иереем Даниилом, а с 1213 года Страупской волостью управлял брат рижского епископа Алберта Теодорик, которого называли также Индриком Страупским. В этом же году он отправился в Германию, а в Страупе начал править его тесть — изгнанный князь псковский Владимир, которого позже изгнали и из Страупе. В отместку, в 1218 году князь напал на Страупский край.
Во второй половине XIII века рижский архиепископ пожаловал Страупский край (Roop) роду Розенов. Возле построенного в XIII веке Лиелстраупского замка вырос город. Первое письменное упоминание о нём датируется 1325 годом. В 1356 году Страупе стал Ганзейским городом, а в 1374 году городу присвоены Рижские права. В то время это был четвёртый по величине город Латвии. Герб города был аналогичен родовому гербу Розенов. Страупе процветал в XV — XVI веках, этому способствовало судоходство по реке Брасла. Как город Страупе перестал существовать после опустошительной Польско-шведской войны (1600—1629), а после эпидемии чумы в нём осталось только 115 жителей.
Страупе как значительный населённый пункт возродился в советское время, когда он стал центром колхоза им. Ленина.